# Fabien Frankel
Fabien Joseph Besson-Frankel (Londres, 6 de abril de 1994) é um ator britânico-francês mais conhecido por interpretar Criston Cole na série televisiva de fantasia épica da HBO House of the Dragon.

## Biografia
Frankel nasceu no Kensington e Chelsea área de Londres como filho do ator inglês Mark Frankel e da contadora francesa Caroline Besson. Frankel perdeu seu pai em um acidente de viação quando ele tinha dois anos e sua mãe estava grávida de seu irmão mais novo Max.
Frankel fez um curso de atuação por um ano na Royal Academy of Dramatic Art (RADA) antes de se formar com um Bacharel em Artes de atuação profissional do London Academy of Music and Dramatic Art (LAMDA) em 2017.

## Filmografia
| Ano  | Título              | Papel               | Nota                                   |
| ---- | ------------------- | ------------------- | -------------------------------------- |
| 2019 | Last Christmas      | Fabien              | [ 4 ]                                  |
| 2019 | NYPD Blue           | Theo Sipowicz       | Piloto                                 |
| 2021 | The Serpent         | Dominique Renelleau | Minissérie; 4 episódios                |
| 2021 | A Uncandid Portrait | Gaspar Chevrolet    | Episódio: "Gone Today. Here Tomorrow." |
| 2022 | House of the Dragon | Sor Criston Cole    | [ 8 ]                                  |
| 2022 | Venice at Dawn      | Dixon               | [ 9 ]                                  |

## Teatro
| Ano  | Título        | Funcao | Nota                           |
| ---- | ------------- | ------ | ------------------------------ |
| 2017 | The Knowledge | Cris   | Charing Cross Theatre, Londres |

## Referência
1. ↑  Seth, Radhika (9 de agosto de 2022). «House Of The Dragon Star Fabien Frankel Is Ready To Slay» (em inglês). Consultado em 11 de agosto de 2022
2. ↑  «2017 graduates». LAMDA (em inglês). Consultado em 25 de novembro de 2021
3. ↑  «Variety's 10 Brits to Watch for 2021: A Celebration of Talent» (em inglês). 24 de novembro de 2021. Consultado em 25 de novembro de 2021
4. ↑  Mehrtens, Michelle (15 de abril de 2021). «Game Of Thrones Prequel Adds Last Christmas Actor In Key Role» (em inglês). Consultado em 25 de novembro de 2021
5. ↑  Andreeva, Nellie (17 de janeiro de 2019). «'NYPD Blue' sequel casts Fabien Frankel as its lead». Page Six (em inglês). New York, NY
6. ↑  Mitchell, Molli (30 de janeiro de 2021). «The Serpent cast: Who is Fabien Frankel? Meet the Dominique star from The Serpent» (em inglês). Consultado em 25 de novembro de 2021
7. ↑  «An Uncandid Portrait». Tribeca Film Festival 2021. Consultado em 25 de novembro de 2021
8. ↑  Del Rosario, Nellie (15 de abril de 2021). «'House Of The Dragon': Fabien Frankel Joins Cast Of 'Game Of Thrones' Prequel Series In Major Role». Deadline Hollywood (em inglês). Consultado em 27 de abril de 2021
9. ↑  White, Peter (20 de fevereiro de 2020). «"Fabien Frankel To Star In Brit Indie Feature 'Venice At Dawn'"» (em inglês). Consultado em 20 de fevereiro de 2020
10. ↑  «The Knowledge». Charing Cross Theatre. Consultado em 25 de novembro de 2021